# Mario Vallotto
Mario Vallotto (ur. 18 listopada 1933 w Mirano, zm. 22 kwietnia 1966 w Padwie) – włoski kolarz torowy, mistrz olimpijski oraz wicemistrz świata.

## Kariera
Największy sukces w karierze Mario Vallotto osiągnął w 1960 roku, kiedy wspólnie z Luigim Arientim, Franco Testą i Marino Vigną zdobył złoty medal w drużynowym wyścigu na dochodzenie podczas igrzysk olimpijskich w Rzymie. Na rozgrywanych rok wcześniej mistrzostwach świata w Amsterdamie Włoch zdobył srebrny medal w indywidualnym wyścigu na dochodzenie amatorów, ulegając jedynie Rudiemu Altigowi z RFN.